# 부암동 (서울)
부암동(付岩洞)은 서울특별시 종로구에 있는 동이다. 부암동은 행정동과 법정동의 이름이 같으며, 행정동으로써는 부암동과 신영동, 홍지동으로 이루어져 있다. 북쪽으로는 신영동과 홍지동에 접해있으며, 동쪽으로는 삼청동, 남쪽은 청운동과 옥인동, 그리고 서쪽으로는 서대문구 홍제동과 접하고 있다. 2001년 현재 면적은 2.27km2, 인구 1만 3300명이다.(신영동 및 홍지동 포함) 부암동이 정겨운 정취를 간직하고 있는 이유는 청와대와 가까운 탓이다. 군사보호구역, 개발제한구역으로 지정돼 있어 신축 건물이 흔치 않으며 높은 건물도 거의 없다. 인왕산과 북한산 자락에 있어 녹지가 많으며, 무계정사, 대원군별장 등 7개의 문화재가 보전돼 있기도 하다. 최근엔 북악산과 연계한 산책 코스 덕분에 걷기 좋은 명소로 각광받고 있으며, 소규모 카페와 레스토랑, 갤러리들이 곳곳에 들어서서 한적한 나들이를 원하는 이들의 발길을 모으고 있다.

## 유래
과거 이 지역에는 높이 약 2m의 바위가 있었는데, 이 바위에는 자신의 나이만큼 돌을 문지르면 손을 떼는 순간 바위에 돌이 붙고, 아들을 얻는다는 전설이 있었다. '부암동'이라는 지명은 이 바위가 '부침바위'(付岩)라고 불렸던 데에서 유래했다.

## 역사
- 본디 무계동(武溪洞), 백석동(白石洞), 부암동(付岩洞), 삼계동(三溪洞) 등 자연부락으로 이루어진 지역
- 조선시대, 한성부 북부 의통방(義通坊)에 속하게 됨
- 1914년, 고양군 은평면 부암리에 속하게 됨
- 1936년, 경성부 부암정(町)으로 소속 및 명칭 변경
- 1943년 6월, 구(區)제도 실시에 의해 신설된 서대문구에 속하게 됨
- 1946년 10월 1일 일제잔재 청산에 따라 부암동으로 명칭 변경[2]
- 1975년 10월 1일 종로구 관할로 편입[3]

## 교통
- 도로

자하문로가 동을 남북으로 가로지르며, 도로의 북쪽은 세검정로와 이어지고, 남쪽은 자하문터널을 통해 효자로로 이어진다. 자하문터널 위쪽으로 이어지는 창의문로를 이용하면 흔히 '북악스카이웨이'라 불리는 북악산로로 진입할 수 있으며, 또한 경복고등학교 및 청와대 방면으로 갈 수 있다.
- 대중교통

자하문로 및 창의문로를 경유하는 버스들을 이용해 서울 각지로 이동할 수 있다. 다만, 부암동을 포함한 인근 지역으로 철도교통은 들어오지 않으며, 주민들이 지하철을 이용하기 위해서는 버스를 이용해 경복궁역으로 가는 것이 일반적이다.

## 문화재
문화재로는 조선 세종의 셋째 아들인 안평대군(安平大君)이 세운 정자인 무계정사(武溪精舍. 서울시유형문화재 22호)와, 흥선대원군(興宣大阮君)이 집권한 뒤 별장으로 사용한 석파정(石坡亭. 서울시유형문화재 26호)이 있다.

## 주요시설
- 공원
  - 인왕산 자연공원

- 문화시설
  - 환기미술관
  - 부암정
  - 상명대학교 아트센터
  - 무계원

- 교육시설
  - 상명대학교

## 같이 보기
- 대한민국의 행정 구역